# 贾拉尔·米尔扎耶夫

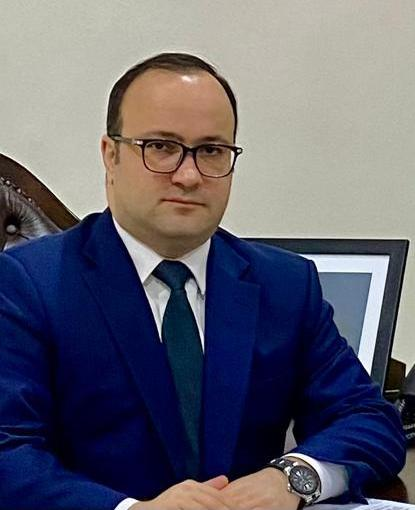
2021年的贾拉勒·萨比尔·奥格鲁·米尔扎耶夫

米尔扎耶夫·贾拉尔·萨比尔·奥格鲁是阿塞拜疆外交官，在双边和多边外交方面拥有20多年的经验。他自2019年起担任阿塞拜疆驻印度尼西亚大使。
米爾扎耶夫於1999年加入阿塞拜疆外交部。2001年至2003年，他在紐約阿塞拜疆常駐聯合國代表團任職，2003年至2005年在布魯塞爾阿塞拜疆駐北大西洋公約組織（北約）代表團任職。他於2005年加入阿塞拜疆外交部第一（西部）領土司，隨後於2007年被任命為阿塞拜疆駐馬來西亞大使館一等秘書。2009年，他回到阿塞拜疆外交部第一（西部）領土司擔任司長。米爾扎耶夫先生也曾於2011年至2015年擔任駐斯特拉斯堡歐洲委員會常駐副代表，隨後於2015年10月擔任阿塞拜疆外交部美洲司副司長。自2017年9月起，他擔任駐荷蘭臨時代辦，直至2019年9月被任命為駐印尼大使。自2020年起，他也擔任駐東協大使。
米尔扎耶夫拥有巴库国立大学国际关系文学硕士学位。 他已婚，育有三个孩子，会说英语、法语和俄语。